# Sutapa Biswas
Sutapa Biswas (nacida el 28 de noviembre de 1962) es una artista conceptual india británica que trabaja en una variedad de medios que incluyen pintura, dibujo, cine e instalaciones.

## Trayectoria
Nació en Shantiniketan, Bengala Occidental, India, en 1962. A la edad de cuatro años, se mudó a Londres, Inglaterra, con su familia, y creció en Southall. Entre 1981 y 1985 estudió en la Universidad de Leeds para obtener su BFA. Luego estudió arte en la Slade School of Art de Londres de 1988 a 1990. De 1996 a 1998, Biswas estudió en el Royal College of Art.
Como artista conceptual, Biswas trabaja en una variedad de medios, que incluyen performance, cine, fotografía e instalación. Durante la década de 1980, Biswas se dedicó principalmente a la pintura. Por ejemplo, sus pinturas Amas de casa con cuchillos para carne (1985) y A través de ventanas tintadas de rosa forman parte de las colecciones permanentes de los Museos y Galerías de Bradford que se exhiben en Cartwright Hall. También ha trabajado en formato video. Kali (1984) es un vídeo de treinta minutos que la artista realizó cuando era estudiante en la Universidad de Leeds. Documenta una actuación de la artista como Kali y su compañero de estudios como Ravan. Kali –cuyo nombre significa 'la negra'- es la diosa hindú del tiempo y el cambio y dentro de la mitología hindú fue creada para habitar en más de una representación (de ahí sus múltiples apariciones en la actuación) para librar al mundo del mal, que es aquí encarnado por Ravan. Biswas a menudo se basa en mitos e iconografía de las antiguas mitologías hindúes y, hablando del simbolismo, dice: "Quiero que la gente investigue mi cultura, como lo he estado haciendo yo con la cultura europea y occidental". En 1985, el trabajo de Biswas se exhibió en el Instituto de Arte Contemporáneo de Londres, en la exposición The Thin Black Line, una exposición de jóvenes artistas negras y asiáticas comisariada por Lubaina Himid.
Las obras de Sutapa Biswas a menudo reflexionan sobre cuestiones de género e identidad cultural y étnica. Por ejemplo, su película Birdsong captura la historia de un joven indio que anhela tener un caballo y está filmada con el telón de fondo de una casa de época inglesa. Biswas también desea utilizar el humor y la sátira en su trabajo. En su pintura 'El último mango en París', que representa a dos mujeres hablando y pelando mangos, se lee la siguiente leyenda. M: 'Si renacieras y tuvieras la opción de elegir, ¿en qué volverías?' B: "Si renaciera de nuevo, nacería como un perro inglés, porque en Inglaterra cuidan muy bien a sus perros". Está dispuesta a utilizar su trabajo como plataforma para que las personas comiencen a abordar su propio racismo. Biswas fue becaria Andrew W. Mellon en 2008 en el Centro de Arte Británico de Yale y está nominado al Premio Europeo de Fotografía. Actualmente es lectora de Bellas Artes en la Universidad Metropolitana de Mánchester, Reino Unido.

## Colecciones
El trabajo de Biswas se encuentra en la colección:
- Tate, Londres[11]

## Exposiciones

### Exposiciones individuales
- 1987 Sutapa Biswas, Horizon Gallery, Londres[12]
- 1992 Synapse: Sutapa Biswas, The Photographers' Gallery, Londres, (textos de Gilane Twaadros y David Chandler).[12]
- 2021 'Lumen', Sutapa Biswas, BALTIC Contemporary[13]
- 2021 'Lumen' Sutapa Biswas, Kettle's Yard, Cambridge[14]

### Exposiciones colectivas
- 1985 The Thin Black Line, [Seleccionado por Lubaina Himid ], Instituto de Arte Contemporáneo, Londres
- 1986 La cuestión de la pintura, Galería de arte Rochdale.[12]
- 1986 Jagrati, Greenwich Citizens Gallery, Londres[12]
- 1986 Verdades no registradas, The Elbow Room, Londres[12]
- 1987 Cuarta exposición abierta de Creation For Liberation: Arte de artistas negros, Brixton Village, Londres[12]
- 1987 Realismo crítico: Gran Bretaña en la década de 1980 a través del trabajo de 28 artistas, Museo del Castillo de Nottingham, Nottingham[12]
- 1987 Estado del arte: ideas e imágenes en la década de 1980, Instituto de Arte Contemporáneo, Londres[12]
- 1987 La imagen empleada: el uso de la narrativa en el arte negro[12]
- 1988 A lo largo de las líneas de resistencia: una exposición de arte feminista contemporáneo, [seleccionado por Sutapa Biswas, Sarah Edge y Clare Slattery], Cooper Gallery, Barnsley[12]
- 1988 El arte negro esencial, Galería Chisenhale, Londres [12]
- 1988 Imágenes grabadas: arte, religión y política, Museo y galería de arte Harris, Preston[12]
- 1989 Territorios legendarios: nueva fotografía asiática en Gran Bretaña, City Art Gallery, Leeds[12]
- 1989 El artista en el extranjero: una exposición de obras influenciadas por viajes internacionales, Usher Gallery, Lincoln[12]
- 1989 Distancia íntima, The Photographers' Gallery, Londres[12]
- 1989 La otra historia: artistas afroasiáticos en la Gran Bretaña de la posguerra, Hayward Gallery, Londres[12]
- 1990 Identidades en disputa, trabajo de cámara, San Francisco [12]
- 1992 ¿Materia fina para un sueño...? : Una reevaluación del orientalismo: bellas artes y cultura popular de los siglos XIX y XX yuxtapuestas con pinturas, videos y fotografías de artistas contemporáneos, Harris Museum &amp; Art Gallery, Preston[12]
- 1992 La danza circular, Arnolfini, Bristol[12]
- 1992 ¿Por quién me tomas?, Instituto de Arte Moderno, Brisbane[12]
- 1993 Más allá del destino: instalaciones cinematográficas y de vídeo de artistas del sur de Asia, Ikon Gallery, Birmingham[12]
- 1993 Fronteras perturbadas, Arnolfini, Bristol[12]
- 2023 ¡Mujeres en revuelta! : Arte y activismo en el Reino Unido 1970-1990, Tate Britain, Londres[15]
- 2024 El tiempo de nuestras vidas, The Drawing Room, Londres[16]